# Kim Bok-nam sar-insageon-ui jeonmal
Bedevilled (hangeul: 김복남 살인사건의 전말) è un film del 2010 diretto da Jang Cheol-soo.

## Trama
In un piccolo villaggio su un'isola remota, una donna è oggetto di abusi fisici e mentali da parte di altre sette persone residenti. Quindi la donna cerca un modo per scappare dall'isola insieme alla figlia.